# Gasteracantha sauteri
Gasteracantha sauteri là một loài nhện trong họ Araneidae.
Loài này thuộc chi Gasteracantha. Gasteracantha sauteri được Maria Dahl miêu tả năm 1914.